# Christian Eichner
Christian Eichner (Sinsheim, 24 novembre 1982) è un allenatore di calcio ed ex calciatore tedesco, di ruolo difensore, tecnico del Karlsruhe.

## Carriera
Ha cominciato la carriera nella squadra della sua città natale lo FVS Sulzfeld successivamente è stato acquistato dal Karlsruhe.
Nel 2005 è stato aggregato alla prima squadra e da allora ha disputato oltre centro incontri guadagnando nel 2007 la promozione nella massima serie tedesca.
Nel 2009 è stato acquistato dall'Hoffenheim, con cui ha conquistato la promozione in Bundesliga, e nel gennaio 2011 si è trasferito al Colonia.

## Palmarès

### Club

#### Competizioni nazionali
- 2. Fußball-Bundesliga: 2

Karlsruhe: 2006-2007
Colonia: 2013-2014